# Kosovaars kenteken

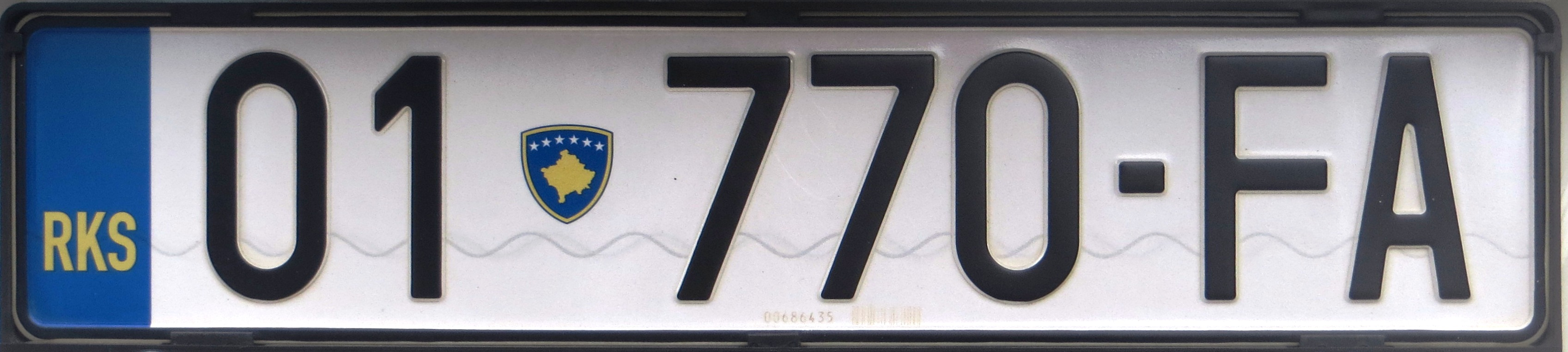
Pristina

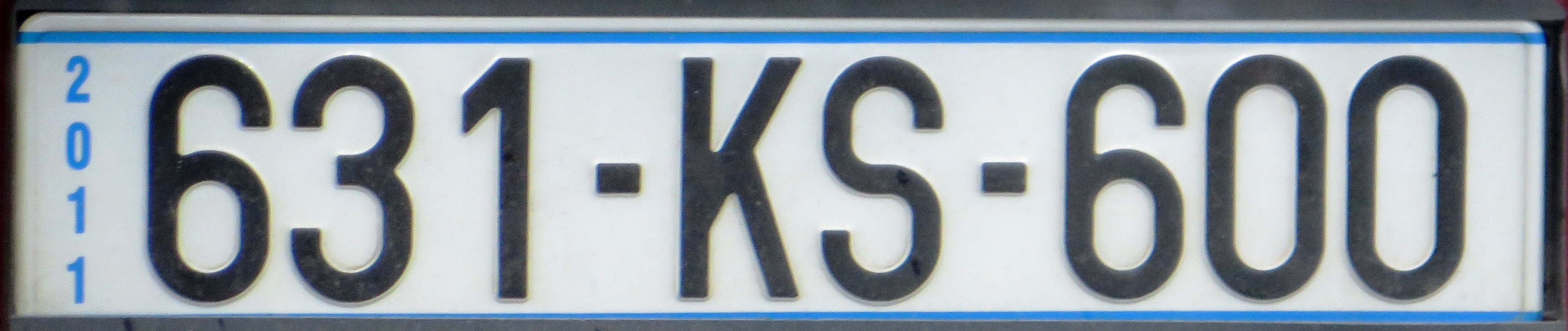
bus-kenteken

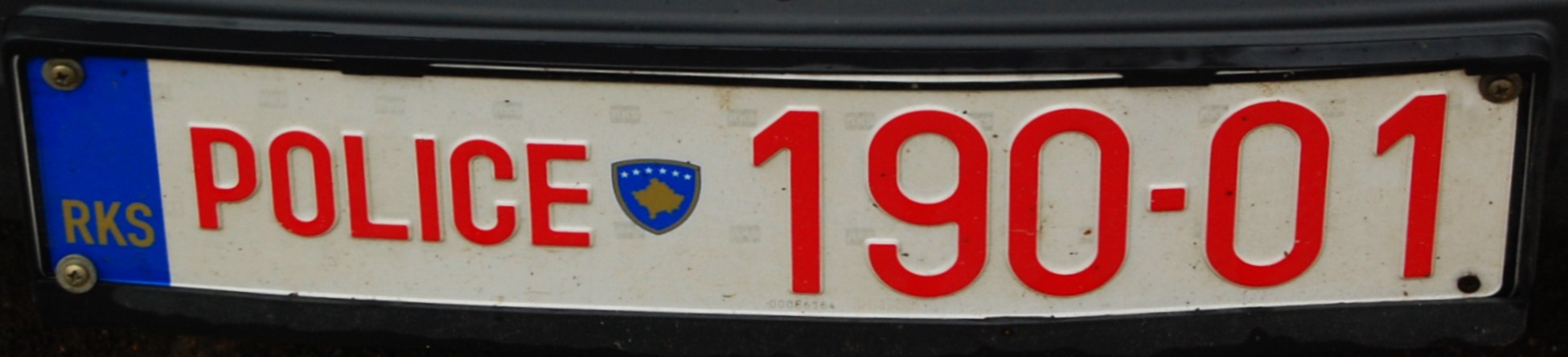
politie-kenteken

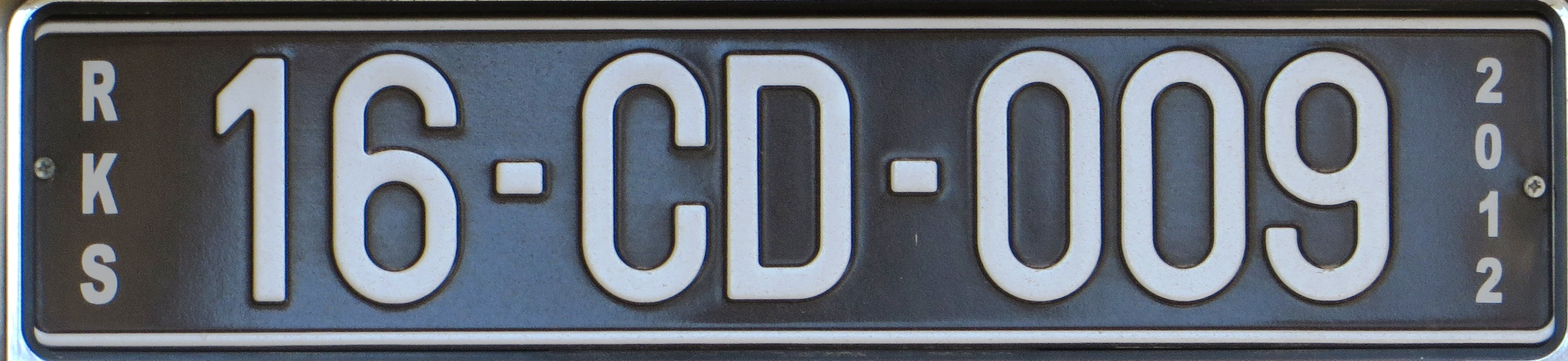
CD-kenteken

In Kosovo worden de kentekenplaten uitgegeven door het ministerie van Binnenlandse Zaken. Vanaf 1 juni 2012 zijn alle burgers van Kosovo verplicht hun auto's aan te passen met KS- of RKS-kenteken. Niet-naleving resulteert in de confiscatie van de niet-Kosovaarse platen (met inbegrip van Servische platen met districtcodes van Kosovaarse districten) en een boete.

## Nummering en lettering
Op 6 december 2010 werd een nieuw ontwerp geïntroduceerd waarin de letters RKS (de voorletters van de Republiek Kosovo) op een blauw veld staan, een tweecijferig nummer dat overeenstemt met de regio's van Kosovo, het wapenschild van Kosovo, een driecijferige nummer en uiteindelijk twee seriële letters. 
Het driecijferige nummer begint bij 101 en de serienummers starten bij AA. 
| Code | Regio     |
| ---- | --------- |
| 01   | Pristina  |
| 02   | Mitrovicë |
| 03   | Pejë      |
| 04   | Prizren   |
| 05   | Ferizaj   |
| 06   | Gjilan    |
| 07   | Gjakovë   |